# Melinda McGraw
Melinda McGraw (ur. 25 października 1963 w Nikozji) – amerykańska aktorka telewizyjna (głównie serialowa) i kinowa. Urodzona na Cyprze, z amerykańskich rodziców. Najlepiej jest znana z gościnnej roli Melissy Scully (siostry Dany Scully w serialu Z Archiwum X).

## Filmografia
- 2005: Gotowe na wszystko (serial telewizyjny) jako Annabel Foster
- 2008: Mroczny rycerz (film fabularny) jako Barbara Gordon
- 2008: Mad Men (serial telewizyjny) jako Bobbie Barrett
- 2009–2010: Hank (serial telewizyjny) jako Tilly Pryor
- 2011–2010: Agenci NCIS (serial telewizyjny) jako Diane Sterling
- 2014: Stan kryzysowy (serial telewizyjny) jako Julia Devore
- 2014–2015: State of Affairs (serial telewizyjny) jako senator Kyle Green